# Hallsjön, Östergötland
Hallsjön är en sjö i Linköpings kommun i Östergötland och ingår i Motala ströms huvudavrinningsområde. Sjön är 3,5 meter djup, har en yta på 0,045 kvadratkilometer och är belägen 87 meter över havet.